# Caqueza (kommun)
Caqueza är en kommun i Colombia.   Den ligger i departementet Cundinamarca, i den centrala delen av landet, 28 km sydost om huvudstaden Bogotá. Antalet invånare är 16 442.